# Уді-Мулла
Уді-Мулла — чеченський військовий, релігійний і державний діяч часів Великої Кавказької війни 1817—1864 рр., генерал — наїб Імамата. Був релігійним проповідником, тактичним мислителем та відважним воїном. Входив до п'ятірки перших ватажків руху за газват і свободу Чечні, і навіть був претендентом в імами Чечні. Наїб імама Шаміля (з 1835 року). Уді-мулла активно керував боротьбою чеченських спільнот проти царських військ, встановлював норми шаріату, їздив по селах Чечні, своїми проповідями піднімав народ на боротьбу проти царських військ разом з іншими чеченськими ватажками Соїб- муллою Ерсенойським, Оздеміром Шуоно, Домбоєм і Умаханом. У червні 1836 року разом із імамом Шамілем із Чечні здійснював військові походи на Дагестан для підкорення непідвладних Шамілю дагестанських спільнот.

## Біографія

### Кавказька війна
Найближчий союзник імама Дагестану Газі-Мухаммада і наїб імама Шаміля. Вперше у поле зору російських військових він потрапив у 1816 році.
Він став релігійним проповідником, тактичним мислителем та відважним воїном. Його авторитет та повага у чеченському суспільстві були на найвищому рівні. Він входив до п'ятірки перших ватажків руху за газувати і свободу, і навіть був претендентом в імами Чечні. Шаміль дуже довіряв йому і неодноразово доручав різні військові та дипломатичні місії.
В кінці червня 1836 Імам Шаміль зі своїми побратимами Ташев-Хаджі і Уді-муллою вторгся в Койсубулінську спільноту і захопив села Ігалі, Херадаре і Балахни.
У лютому 1837 року на запрошення чеченських ватажків Ташев-Хаджі, Уді-Мулли, Домбая, Умахана та Оздеміра імам Шаміль прибув до Чечні.
1 березня 1837 між загонами генерала Фезі і Уді-Мулли на березі річки Аксай у аула Аллерой стався бій.
Грозненські євреї розповідали, про те, що вони раніше жили в селі Старо-юрт, але напав на них Уда-Мулла, пограбував їхнє майно, 20 людей убив і багатьох взяв у полон, після чого їм довелося втекти з Старо-Юрта в Грозну фортецю, начальник якої їх прийняв і вказав їм на місце, де вони можуть оселитися.
За наказом Імама Шаміля, Уді-Мулла зі своїми людьми, разом з Алібеком Аварським, організували оборону на Ахульго. Сам Шаміль перебував на той час у селі Телетль. Перевага в чисельності військ та озброєнні дозволило Фезе розбити наїбів.
Ташев-Хаджі та Мулла-Уді мали намір переселитися до шубузів, ймовірно, для того, щоб мати там надійний прихисток.
У Чечні між Ташев-Хаджі та Уді-Муллою виникла міжусобна війна. Обидва вони були абреками, що примкнули до мюридів, і після смерті Гамзат-Бека хотіли посісти його місце; але бачачи рішучу перевагу Шаміля, вони залишили йому Дагестан, а самі діяли у Чечні. Суперництво їх скінчилося навесні 1839 коли Уді-Мулла помер.
Похований на старовинному цвинтарі на вершині хребта на околиці Шуані біля перехрестя доріг на Гордалі, Ялхой-Мохк та Мескети.